# The Lion's Roar
The Lion's Roar è il secondo album del duo folk svedese First Aid Kit, pubblicato nel 2012 per la Wichita Records.
L'album è stato anticipato dal singolo omonimo pubblicato nel 2011, successivamente è stato estratto un secondo singolo: Emmylou, tributo alla cantante country statunitense Emmylou Harris.
L'album, prodotto da Mike Mogis dei Bright Eyes e che suona in alcuni brani, ha rappresentato per il duo un passo in avanti rispetto al precedente, vi è una maggiore influenza del folk e soprattutto del country.

## Tracce
I brani sono cantati da Klara e Johanna Söderberg, solo in King of the World una strofa viene cantata da Conor Oberst dei Bright Eyes.
1. The Lion's Roar – 5:07 (Söderberg/Söderberg)
2. Emmylou – 4:18 (Söderberg/Söderberg)
3. In the Hearts of Men – 4:14 (Söderberg/Söderberg)
4. Blue – 3:12 (Söderberg/Söderberg)
5. This Old Routine – 4:24 (Söderberg/Söderberg/Joe Andert)
6. To a Poet – 5:44 (Söderberg/Söderberg)
7. I Found a Way – 4:13 (Söderberg/Söderberg)
8. Dance to Another Tune – 4:51 (Söderberg/Söderberg)
9. New Year's Eve – 3:07 (Söderberg/Söderberg)
10. King of the World – 3:39 (Söderberg/Söderberg/Conor Oberst)
11. Wolf – 3:40 (Söderberg/Söderberg) – disponibile solo su iTunes

Durata totale: 46:29

## Formazione
- Klara Söderberg - voce, chitarra
- Johanna Söderberg - tastiere, voce, arpa
- Benkt Söderberg - basso
- Mattias Bergqvist - batteria e percussioni

## Musicisti di supporto
- Ben Brodin - piano
- Mike Mogis - mandolino, pedal steel, vibrafono, dulcimer, ecc.
- Tracy Dunn - violino
- Nate Walcott - piano, tromba
- Paul Ledwon - violoncello
- John Klinghammer - clarinetto
- Amy Peterson-Stout - viola
- Frank Selingman - violino
- Bill Sprague - corno francese
- Leslie Fagan - flauto
- Conor Oberst - voce in King of the World
- James Felice - fisarmonica in King of the World
- Greg Farley - violino in King of the World